# 中澤利彦
中澤利彦(Toshihiko "TOSHI" Nakazawa)(なかざわとしひこ)はNY在住のダンサー、アーティスト、講演家、振付師、演出家。
新潟県新潟市出身。新潟第一高校、大東文化大学卒。

## 経歴
18歳の時に日本の大東文化大学モダンダンス部にてダンスを始める。
卒業後、一般企業に3年間就職後、ダンスの夢を諦められずに退職。2010年、25歳の時にニューヨークに単身渡米。その後ダンスの本場ニューヨークにてダンスの専門学校に通いながら、技術を磨く。2013年、アーティストビザ取得。2016年更新。2020 年アーティストグリーンカード(永住権)承認。
ソロダンスでニューヨークのアポロシアター、アマチュアナイトに挑戦。ブーイングを受けて舞台から退く屈辱的な経験を経て、努力を重ねて再チャレンジ。2013年5月、2014年4月、優勝。FOXテレビによるアメリカン・ダンスアイドルでダンスの模様が放映。1万5000人中の競技者の中からTOP100まで選ばれ2013,2014年ともに最終オーディションまで進む。活動場所はロサンゼルス、ラスベガス、ボストン、シカゴ、カナダ、タイ等でのパフォーマンスも行う。日本の様々なメディアでも取り上げられている、マルチメディア観光バス THE RIDEの日本人唯一のストリートパフォーマー、所属しているダンスカンパニーでのパフォーマンス、アメリカ現地校でダンス講師、ソロでVIPパーティーや等でのパフォーマンス等、様々な分野で活動中。
日本帰国時は学校関係を中心に、講演活動やワークショップなど幅広い領域で活動している。日本帰国時は学校関係を中心に、講演活動やワークショップなど幅広い領域で活 躍している。文化庁の登録芸術家。全国100 箇所以上での学校講演経験有り。高校英語教員免許所持。
またNYでは、主に日系人を対象とした、NYエンタメ・スポーツの会を主催しており、現地のアーティストやスポーツ関連の人たちの意見交流する場の提供も行っている。

## 日本での出演歴

### 2013年
- 大阪市立市民交流センターひがしよどがわ
- 名古屋市中村区名駅アクアタウン納屋橋
- 福島県会津若松市
- 新潟県新発田市敬和学園大学[1]
- 新潟県新潟市中央区ハミングプラザVIP新潟
- 新潟県新潟市東区下木戸東区プラザ 音楽練習室 3
- 聖籠町町民会館日本プロバスケットボール　BJリーグオープニングセレモニー

### 2014年
- 新潟日報メディアシップ
- 新潟大学
- 新潟市立五十嵐小学校道徳、総合教育の時間
- 新潟県新潟市坂井東小学校
- 京都府亀岡市ガレリアかめおか響ホール
- 新潟市立五十嵐小学校
- 新潟県新潟市Suga Jazz Dance Studio
- 新潟県新潟市国際音楽エンタテイメント専門学校
- 新潟県新潟市東区東区プラザ 音楽練習室 3
- 新潟県燕市Studio f
- 神戸市東灘区本山北町本山第一小学校
- 神戸市東灘区本山第一中学校
- 神戸市東灘区岡本 好文園ホール
- 神戸市西区玉津町上池玉津南公民館
- 神戸市西区井吹台北町井吹の丘小学校
- 神戸文化ホール

### 2015年
- 5月15日　東京 下北沢　ニューヨーク異業種交流会
- 5月20日　北海道札幌市　若者支援総合センター
- 5月21日　北海道旭川市　エジプトレストラン
- 5月21日　北海道旭川市　クラブ　MOSQUITO
- 5月21日　北海道旭川市　バー　皇帝
- 5月22日　北海道札幌市　北海道芸術高等学校
- 5月22日　北海道札幌市　El Mango「NYアポロシアターの衝撃を体感せよ！！」　講演
- 5月23日　北海道札幌市　studio AWAKE!
- 5月23日　北海道札幌市　サルサスタジオ　LA　RUEDA
- 5月23日　北海道札幌市　スタジオメイ国際交流パーティー
- 6月1日　新潟県上越市　上越教育大学　初等音楽教育
- 6月1日　新潟県上越市　上越教育大学附属中学校
- 6月2日　新潟県上越市　上越教育大学　初等音楽教育
- 6月3日　新潟県上越市　上越教育大学　講堂　「ダンスパフォーマーとして生きる～夢に向かって走り続ける～」　講演
- 6月4日　新潟県上越市　上越教育大学　初等音楽教育
- 6月4日　新潟県上越市　上越教育大学付属小学校
- 6月6日　新潟県新潟市　新潟市音楽文化会館「ドリーマーズ・トークライブ vol.1」 講演
- 6月16日　東京都下北沢　Good Heavens British Bar
- 6月20日　京都亀岡市　亀岡子育て多世代包括支援センター「みらい」「夢かなえる＝皆つながる」　講演
- 6月26日　三重県鈴鹿市　茶飯事　『海外で夢を叶える』　講演
- 6月27日　愛知県名古屋市　レクサス10周年イベントパフォーマンス
- 6月30日　新潟県上越市　上越市民プラザ「NY在住ダンサーTOSHIと踊ろう！　Let’s Dance together！！」
- 7月3日　愛知県名古屋市　NAGOYA Blue Note (Official) 名古屋ブルーノート「NEO Japanesque & TOSHIHIKO NAKAZAWA Hybrid session 2015」
- 7月4日　三重県桑名市　子どもアイデア楽工 - がっこう「中澤利彦トークライブ&パフォーマンス」
- 7月5日　新潟県南魚沼市　小出郷文化会館「中澤利彦　パフォーマンス&講演会　夢実現のために〜可能性へのチャレンジ〜」
- 7月11日　新潟新潟市　新潟市民芸術文化会館　りゅーとぴあ「緊急来日！NY在住ダンスパフォーマー　TOSHI　ダンス＆トークライブ」
- 7月12日　東京都新宿区　図書室パーティー第4弾！

### 2016年
- 6月19日 　京都府亀岡市 ガレリア亀岡　ゲスト講演、パフォーマンス、ワークショップ
- 6月20日　 京都府　立命館大学　ゲスト講師
- 7月7日　　北海道札幌市　アント英会話スクール　ゲスト講師
- 7月9日　　北海道札幌市　スタジオメイ　英会話スクール　ゲスト講師
- 7月20日　 愛知県豊田市　杜若高等学校 パフォーマンス、講演
- 7月25日　 新潟県新潟市　 朱鷺メッセ　IMPULSE NIIIGATA HAIR LIVE　ゲストパフォーマンス
- 8月5日　 　兵庫県神戸市神戸文化ホール　パフォーマンス
- 8月12日 　高知県高知市　よさこい祭　全国大会
- 8月20日　 新潟県新潟市　新潟市北区文化会館　DANCE PRESENTAION UNITY ゲストパフォーマンス
- 8月21日　 滋賀県彦根市　ビバシティー彦根　ゲストパフォーマンス、講演
- 8月27日　 24時間テレビ　ダンスコンテスト　審査員、ゲストパフォーマンス
- 8月30日    新潟県新潟市　東区プラザ　中澤利彦　トークライブ
- 9月3日　    新潟県南魚沼市　八海醸造グループ全社大会　ゲストパフォーマンス、講義
- 9月15日　 東京都港区　地方創生にみる日本人のためのクラウドファンディングセミナー　ゲスト講師
- 9月22日　 新潟県魚沼市　小出郷文化会館　魚沼超劇シリーズ2016　Dance ダンス だんす！　中澤利彦　蛯名健一　メイン公演
- 10月2日　 滋賀県草津市　よさこい祭　ござれ Go-SHU　ゲスト審査員、パフォーマンス
- 10月7日　 福岡県福岡市　千年夜一　ゲストパフォーマンス
- 10月8日　 佐賀県佐賀市　井内能舞台　中澤利彦　NY優勝ダンサー講演&パフォーマンス
- 10月14日 　香川県高松市　某企業ゲストパフォーマンス

- 10月17日　 愛知県名古屋市　日本特殊陶業市民会館　フォレストホール

　　東邦高等学校　芸術鑑賞会　中澤利彦 Neo Japanesque
　　コラボレーションパフォーマンス、ゲスト講演

### 2017年
- 11月2日　オレンジゴスペル in 愛知 出演
- 11月3日　オレンジゴスペル in 静岡 出演
- 11月5日　千代田区立麹町中学校、Edvation × Summit 2017 in 東京、米・アポロシアターのコンテストで優勝したダンサーと創造するダンス教育の未来のカタチ～（ダンスワークショップ）
- 11月5日　ドリーム夜さ来い祭り in お台場 出演
- 11月6日　千代田区立麹町中学校、Edvation × Summit 2017 in 東京、米・アポロシアターのコンテストで優勝したダンサーと創造するダンス教育の未来のカタチ～（講義）
- 11月6日　ダンスワークショップ「優勝経験ダンサーが教える”NewYorkアポロシアターアマチュアナイト必勝法”」
- 11月6日　NY エンタメ・スポーツの会 in 東京 ゲスト講師
- 11月7日　NYダンス留学説明会 in 東京　ゲスト講師
- 11月8日　スタジオメイ国際交流パーティー in 札幌 ゲスト講師
- 11月10日　「衣・食・住・踊～夢を叶える～」 札幌北倫理法人会　ゲスト講話
- 11月11日　北海道芸術高等学校　ダンスワークショップ
- 11月12日　愛知県、稲沢市『明治ふれあいコンサート』　出演
- 11月14日　NYダンス留学説明会 in　名古屋 ゲスト講師
- 11月17日　NYダンス留学説明会 in　大阪　ゲスト講師
- 12月2日　岐阜県　瑞穂市総合文化センター　サンシャインホール　ゲストパフォーマンス
- 12月3日　滋賀県　ビバシティ彦根　ゲストパフォーマンス
- 12月6日　佐賀県　第2回佐賀九州NY異業種交流会　講師：Toshi Nakazawa（ダンサー、振付家、NY エンタメ・スポーツの会代表）
- 12月9日　愛知県　小牧味岡市民センター 　ゲストパフォーマンス
- 12月10日　名古屋　レクサス中川、X'mas Heart -warming session 2017パフォーマンス
- 12月16日　新潟県　株式会社トップライズ　パフォーマンス
- 12月24日　愛知県　はっぴーひろば　パフォーマンス
- 12月25日　大阪　四天王寺大学　アントプレナー論　講義
- 12月25日　NYエンタメ・スポーツの会 in 大阪
- 12月29日　東京、新宿Jamさよなら公演『 WA FESTA vol.2〜ラストダンスは私に〜』

### 2018年
- 1月11、12日　東京　Entertainment City Industry -Happy N.Y!! Special-
- 1月13日　東京タワー　club333 大展望台  パフォーマンス
- 5月3-5日　新潟県新潟市　NST DANCING ★ COMPETITION（ダンシングスターコンペティション）審査員長
- 6月11日-7月12日　文化庁主催　学校巡回公演事業『これがヒップホップダンス！』全国21カ所出演
- 8月19日　兵庫県、宝塚市　兵庫県政150周年記念事業【君も その一歩で未来を変えろ】パフォーマンス、講演、ダンス体験
- 8月31日-9月2日　タイ　バンコク、バンコク日本博　ゲストパフォーマンス
- 9月16日　新潟新潟市　にいがた総おどり　ゲストパフォーマンス
- 9月23日　新潟新潟市　水と土の芸術祭2018 ゲストパフォーマンス
- 10月11日　愛知県常滑市　芸術鑑賞会　パフォーマンス、講演
- 10月14日　群馬県高崎市　たかさき雷舞フェスティバル　ゲストパフォーマンス、審査員
- 10月19日　北海道札幌市　キングムー　VIPルーム　ゲストパフォーマンス
- 10月20日　北海道札幌市　スタジオメイ国際交流パーティー in 札幌 ゲスト講師　ダンス&トークショー

### 2019年
パフォーマンス、学校講演、講話出演一覧
・新潟県
新潟市立坂井輪小学校、新潟市立坂井東小学校、新潟市立木戸小学校、新潟市立新通小学校、新潟市立下山小学校、亀田小学校、南佐渡中学校、新穂中学校、吉田中学校、三条市立第一中学校、三条市立栄中央小学校、本成寺保育園、きらきら保育園、燕市保育園、三条マルシェ、ステージえんがわ、NASPAニューオータニ、三条市立森町小学校、三条市立笹岡小学校
・福島県
田村市船引小学校
・愛知県
愛知県立豊田市旭中学校
・愛媛県
愛媛大学、松山大学、聖カタリナ学園高校、Feel Dance Academy、総合フェスティバル、松山デザインウィーク、松山総合コミュニティーセンター、松山北高校、雄新中学校、松山東ライオンズクラブゲスト出演
・茨城県
茨城県常陸太田市立太田小学校
・東京都
東京都立北園高等学校、国立第一小学校、東京NYエンタメの会、ドリーム夜さ来い、新宿コメディークラブ、SUNNY BUNNYバイリンガル育成スクール、Zomeki Tokyo Vol.2、The Edutainers LIVE -Rock’n’ school-
・埼玉県
東松山市高坂小学校、坂戸市若宮中学校
・大阪府
大阪NYエンタメの会
・静岡県
富士市立田子ノ浦小学校、富士市立岳陽中学校、富士市鷹岡中学校、静岡NYエンタメの会、富士川第一小学校
・岡山県
岡山市立御津小学校、井原市立芳井小学校、玉野市日比中学校、笠岡市立城見小学校
・山口県
宇部総合支援学校、山陽小野田市立高千帆小学校、岩国市立通津小学校、下関市立豊東小学校、周南市立今宿小学校
・広島県
広島市立立川内小学校、呉市立昭和南小学校、三原特別支援学校、三次市立塩町中学校、三原市立中之町小学校
・沖縄県
屋我地ひるぎ学園、志真志まごころ保育園、名護市立屋部小学校、名護市東江中学校、名護市中央公民館、石垣島うみそら保育園
・タイ
バンコク日本博

### 2020年
パフォーマンス、学校講演、講話出演一覧
・新潟
村上市岩船小学校、南魚沼市後山小学校、南魚沼市大崎小学校、加茂市下条小学校、見附市葛巻小学校、新潟市立真砂小学校、新潟市立坂井輪小学校、新潟市立下山小学校、三条市立嵐南小学校、三条市立裏館小学校、燕市立燕中学校、東新潟特別支援学校、
・東京都
江戸川区立平井西小学校、八王子市立長沼小学校、多摩市立連光寺小学校、八王子市立楢原小学校
・千葉県
成田市立桜田小学校、千葉市立稲浜小学校、松戸市立六実第二小学校、白井市立桜台小学校、船橋市立三咲小学校、八街市立実住小学校、千葉県匝瑳市立椿海小学校、柏市立土南部小学校 
・茨城県
鹿嶋市立三笠小学校、北茨城市立大津小学校 、北茨城市立明徳小学校、古河市立総和南中学校 
・山梨県
笛吹市立石和東小学校、山梨県甲州市立松里小学校
・山形県
米沢市第五中学校、米沢市第四中学校、南陽市立宮内中学校
・福島
田村市船引小学校
・大阪府
堺市立五箇荘中学校

オンラインでの活動
・中澤 利彦　-TOSHI-ドリーム&ダンスクラス Online
・新潟県村上市 おうちでダンスお楽しみ講座（ITリテラシー講座）
・株式会社H.I.S 主催 ちびっこ集まれ～♪NY在住プロダンサー「中澤利彦」による、オンラインでダンス体験セミナー
　　　　　　　　　　NY在住アーティスト 中澤利彦による好きな事をして生きていくために必要な１０のこと
・NY在住プロダンサー 中澤利彦氏 魂のナレッジセミナー
・立命館大学 20hive『シンセカイ』トークショー #2
・withコロナ時代の夢の叶え方
・ウチフェス
・高橋歩、蛯名健一コラボ講演【 #24時間つながろう 】世界で活躍するアーティスト・プロデューサー大集合！ 世界中に友達をつくることで広がっていく、新しい常識
・アーティストのためのクラファン講座開催
・新潟県三条市　おうち時間ダンスお楽しみ講座
・柏崎公民館講座こども向けコース「バーチャルニューヨーク社会科見学ツアー